# Minervois (AOC)

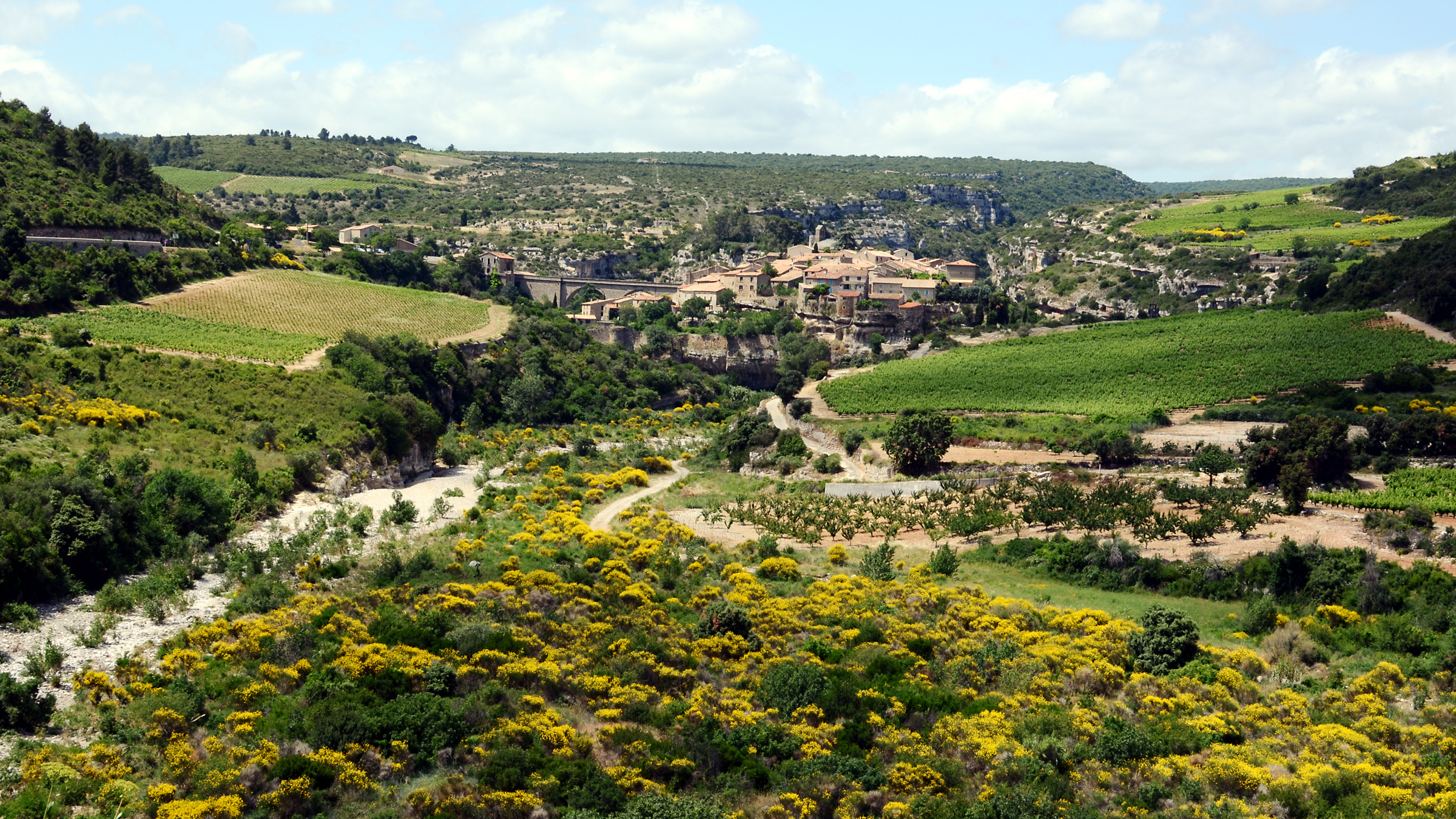
Minerve umgeben von Weinreben

Das Minervois ist ein Weinbaugebiet im Languedoc-Roussillon in Frankreich. Seit römischer bzw. gallorömischer Zeit, als das Gebiet zur Provinz Gallia Narbonensis gehörte, wurde hier Weinbau betrieben; das Minervois gilt somit als eines der ältesten Weinbaugebiete Frankreichs. Es trägt seinen Namen nach dem zentralen Ort Minerve und liegt in den Départements Hérault und Aude. Im Nordosten grenzt es an die Appellation Saint-Chinian, im Süden an die Corbières, im Westen liegt das Cabardès. Seit dem 15. Februar 1985 besitzen die überwiegend roten Weine des Minervois den Status einer Appellation d’Origine Contrôlée. Im Jahr 2002 wurden auf 5.081 Hektar gut 214.000 Hektoliter erzeugt, davon 95 % Rotwein.

## Landschaft und Sehenswürdigkeiten
Die Landschaft des Minervois liegt ausgesprochen reizvoll in Höhenlagen von ca. 50 bis 500 Metern ü. d. M. zwischen dem Canal du Midi im Süden und der Montagne Noire, einem Ausläufer des Massif Central, im Norden. Neben der beeindruckenden Landschaft sind zahlreiche prähistorische Höhlen und Dolmen, ungezählte romanische Kirchen, die Abtei von Caunes bei Rieux-Minervois, reizende Dörfer entlang des Canal du Midi zu besichtigen bis hin zum Ort Minerve im Land der Katharer. Weitere interessante Orte sind Cesseras, Siran und Cassagnoles.

## Rebsorten und Weine
Die Rebsorten für Rotwein, die im Minervois angebaut werden, sind Syrah, Mourvèdre (zusammen mindestens 20 %), Grenache, Lledoner Pelut, Carignan, Cinsault, Piquepoul Noir, Terret Noir und Aspiran. Die ersten vier Rebsorten müssen seit 1999 zusammen mindestens 60 % stellen. Dies soll dazu dienen, den Anteil des noch immer dominierenden Carignan zu beschränken. Diese Grenzen beziehen sich allerdings auf die gesamte Bestockung des Produzenten, so dass einzelne Cuvées diese Grenzen auch überschreiten können.
Die Weißweine werden aus den Trauben der Sorten Grenache Blanc, Bourboulenc (Malvoisie genannt), Macabeo, Marsanne blanche, Roussanne und Vermentino (Rolle genannt) gemacht. Daneben sind noch in kleinen Mengen die Sorten Terret Blanc und Terret Gris sowie Muscat blanc à petits grains (maximal 10 %) im Einsatz.
Der Rotwein des Minervois fällt unter den Weinen des Languedoc-Roussillon durch seine Feinheit und Eleganz auf. Dennoch ist er von mediterranem Charakter. Sein natürlicher Alkoholgehalt muss mindestens 12 Vol.-% betragen. Er besitzt eine tiefe Farbe, kräftige Aromen und vollen Körper. Er ist mindestens fünf Jahre lagerfähig, gute Jahrgänge bauen im Keller auch noch länger aus.

## Zugelassene Gemeinden im Weinbaugebiet Minervois
- Im Département Aude (45 Gemeinden)

Aigues-Vives, Argeliers, Argens-Minervois, Azille, Badens, Bagnoles, Bize-Minervois, Blomac, Bouilhonnac, Cabrespine, Castelnau-d’Aude, Caunes-Minervois, Ginestas, Homps, La Redorte, Laure-Minervois, Limousis, Mailhac, Malves, Marseillette, Mirepeisset, Paraza, Pépieux, Peyriac-Minervois, Pouzols-Minervois, Puichéric, Rieux-Minervois, Roquecourbe, Roubia, Rustiques, Saint-Couat, Saint-Frichoux, Saint-Nazaire, Sainte-Valière, Sallèles-Cabardès, Salsigne, Tourouzelle, Trassanel, Trausse-Minervois, Trèbes, Ventenac-Minervois, Villalier, Villarzel, Villegly, Villeneuve-Minervois.
- Im Département Hérault (16 Gemeinden)

Agel, Aigne, Aigues-Vives, Azillanet, Beaufort, Cassagnoles, Cesseras, Félines-Minervois, La Caunette, La Livinière, Minerve, Montouliers, Olonzac, Oupia, Saint-Jean-de-Minervois, Siran.

## Minervois-La-Livinière
Im Herzen des Gebietes bilden fünf Gemeinden mit dem Mittelpunkt La Livinière seit 1999 eine eigene Appellation für Rotwein mit dem Namen Minervois-La-Livinière. Das Klima erreicht hier extreme Ausprägungen mit besonders geringen Niederschlägen von 400–500 mm pro Jahr. Die Lagen sind überwiegend nach Süden ausgerichtet, womit sie besonders gut gegen kalte Nord- und Nordwestwinde geschützt sind. Nachts wirken kühle Luftströmungen vom Gebirge temperierend. Im Rebsatz dominieren hier Syrah und Mourvèdre mit zusammen mindestens 40 %, zusammen mit Grenache müssen die drei mindestens 60 % stellen. Der Minervois La Livinière zeichnet sich bei vergleichbarer Struktur und Körper gegenüber dem einfachen Minervois durch seine besondere Eleganz aus. Im Jahr 2002 wurden auf einer Fläche von 227 Hektar 8.287 hl erzeugt.

## Muscat de Saint-Jean-de-Minervois
In der Gemeinde Saint-Jean-de-Minervois wird mit dem Muscat de Saint-Jean-de-Minervois ein süßer Muscat-Wein erzeugt. Die Vorschrift verlangt, dass der Most mindestens 252 g Zucker pro Liter enthält (→ Mostgewicht), was bereits Ausleseniveau entspricht. Seine Gärung wird durch den Zusatz von 5–10 % Alkohol abgestoppt. Dabei müssen dann mindestens 125 g unvergorener Zucker pro Liter verbleiben. Der Muscat de Saint-Jean-de-Minervois besitzt bereits seit 1949 seine eigene Appellation Contrôlée, für den ausschließlich die Muskateller-Rebsorte Muscat blanc à petits grains zugelassen ist. Der Basisertrag liegt mit 28 hl/ha sehr niedrig. Da er in einer Höhenlage zwischen 250 und 280 m über NN wächst, reifen die Trauben verhältnismäßig langsam und spät. Dies verleiht ihm ein besonders intensives Aroma nach Blüten und tropischen Früchten. Im Jahr 2002 wurden 4912 hl erzeugt.